# Eendagsvlieg (muziek)
Een eendagsvlieg of onehitwonder (['ʋɑn.ɦɪtˌʋɔn.dər]) is in de muziekindustrie een artiest of groep die slechts één hit heeft gehad in de hitparade. Eendagsvliegen hoeven niet per definitie onsuccesvol in de muziekindustrie te zijn. Zo zijn er artiesten die meestal buiten het popmuziekgenre van de hitparades vallen en daardoor weinig singles verkopen. De naam verwijst naar de eendagsvlieg.
De betiteling van een artiest of muziekgroep als eendagsvlieg is tijd- en plaatsgebonden. Zo zou de Britse popgroep The Rubettes in de Verenigde Staten als eendagsvlieg kunnen worden gezien omdat Sugar baby love uit 1974 hun enige Amerikaanse hit was, maar ze hebben later in het Verenigd Koninkrijk nog meer hits gehad.
Het verschijnsel werd geparodieerd door de makers van Kopspijkers die in 2001 als de gelegenheidsformatie One Day Fly eenmalig een hit hadden.

## Trivia
- Televisieprogrammamaker Tonko Dop heeft onder de titel Single Luck (NPS) een serie gemaakt die aan het thema eendagsvlieg gewijd is. In elke aflevering kwam het verhaal van een vergeten artiest met "die ene hit" aan bod.